# Hemigrammus bellottii
Hemigrammus bellottii es una especie de pez de la familia Characidae en el orden de los Characiformes.

## Morfología
Los machos pueden llegar alcanzar los 2,6 cm de longitud total.

## Alimentación
Come larvas de insectos acuáticos (tricópteros, quironómidos y Ephemeroptera y  hormigas que caen al agua.

## Hábitat
Vive en zonas de clima tropical.

## Distribución geográfica
Se encuentran en Sudamérica: cuencas de los ríos  Solimões,  Negro y  Maroni.